# أندلان
أندلان هي قرية في مقاطعة أصفهان، إيران. عدد سكان هذه القرية هو 1,141 في سنة 2006.